# Mikhaïl Lioubimov
Pour les articles homonymes, voir Lioubimov.
Mikhaïl Petrovich Lioubimov (russe : Михаил Петрович Любимов), né le 27 mai 1934 à Dnipropetrovsk, est un romancier russe et colonel à la retraite du KGB. Il a été espion et chef des sections du KGB au Royaume-Uni et au Danemark pendant la guerre froide. Il est le père du journaliste Alexander Lioubimov.

## Biographie
Lioubimov nait à Dnipropetrovsk, en République socialiste soviétique d'Ukraine. Son père, Piotr Lioubimov, rejoignit la Guépéou en 1918. En 1938, il fut arrêté pendant les Grandes Purges, mais relâché, et retourna aux renseignements militaires dans les districts militaires des Carpates et de la Volga. 
En 1952, Mikhaïl Lioubimov est diplômé de l'école secondaire de Kouïbychev, avec une médaille d'or - l'équivalent soviétique de la mention très bien. Il étudie ensuite à l'Institut d'État des relations internationales de Moscou et y rédige une thèse de doctorat intitulée Caractère national anglais et son utilisation dans le travail opérationnel en 1958.
Sa carrière commence à Helsinki au bureau du consulat de l'ambassade soviétique. En 1959, il est recruté dans la première direction générale du KGB. Deux ans plus tard, on l'envoie au Royaume-Uni, où il travaille dans la rézidientoura soviétique à Londres en tant que deuxième secrétaire de l'ambassade. Sous couvert des activités d'un attaché de presse au regard tourné vers l'ouest, Lioubimov se rapproche de l'élite britannique et des responsables politiques. Il a été surnommé "Smiling Mike" par ses amis londoniens. En 1964, sa couverture explose dans une tentative ratée de recruter un cryptographe pour le compte des Soviétiques. Les Britanniques ont essayé de le recruter à leur tour, il a refusé, a été déclaré persona non grata et a été rappelé à Moscou. 
Lioubimov fut ensuite envoyé à Copenhague, au Danemark, de 1967 à 1969. En 1974, il devint chef adjoint du département anglo-scandinave. À ce moment-là, il a travaillé en étroite collaboration avec Kim Philby.
En 1976, il est conseiller de l'ambassade à Copenhague.  
Après quatre ans au Danemark, il rentre à Moscou et après avoir pris sa retraite du KGB en 1980, se reconvertit en journaliste et homme de lettres.
Depuis 1987, Lioubimov collabore avec le journal Soverchenno secretno et le magazine Detektiv i politika de Julian Semenov. Il soutient la perestroïka dans le magazine Ogoniok, l'hebdomadaire Moskovskie Novosti, dans un certain nombre d'autres périodiques.
Il connait une vraie célébrité après la publication du roman La vie et les aventures d'Alex Wilkie, l'espion dans les pages de l'Ogoniok en 1990. 
Dans ses publications dans la presse se reflète son refus du putsch de Moscou et des réformes proclamées par Boris Eltsine.
En 1995, Mikhaïl Lioubimov publie un roman autobiographique Notes d'un résident malavisé, ou le Feu follet . Article-canular Opération Golgotha, publié la même année dans le journal Soverchenno secretno [Top Secret] crée un scandale. Dans celui-ci Lioubimov confond le concept de la perestroïka - nom de code "Golgotha" - et décrit comment on prévoyait de plonger le pays dans le chaos du capitalisme sauvage pour ainsi prouver les avantages indéniables du système socialiste, puis, en utilisant l'indignation des masses, revenir à l'ancienne structure étatique. Ce texte a été considéré par beaucoup comme l'aveu d'un officier du KGB informé, au point que la Douma a adressé une requête à ce sujet aux services spéciaux.
En 1996, Mikhail Lioubimov a publié un recueil de nouvelles Espions que j'aime et déteste et Un guide du KGB des villes du monde.
En 1998, son roman satirique Décaméron des espions connait également un grand succès.
En 2001, son livre Promenade avec le chat du Cheshire est consacré à l'étude de l'âme et des mœurs des Britanniques, l'auteur y compare les Britanniques et les Russes. En 2010, le livre a été réédité.
En 2012, Mikhaïl Lioubimov publie une suite de l'histoire de l'espion Alex Wilkie.
En 2018, il publie Une version d'un chef-d'œuvre - les souvenirs d'enfance et des années d'étudiant en URSS, ses premiers pas dans le renseignement, son travail en Angleterre et au Danemark.